# Santa Maria (Vilalba Sasserra)
|  | Aquest article tracta sobre l'església bastida al segle XX. Si cerqueu l'antiga església, vegeu «Santa Maria de Vilalba Sasserra». |

Santa Maria és una església parroquial al nucli de Vilalba Sasserra (Vallès Oriental). En abandonar l'església vella, s'habilità, a la barriada de Trentapasses, un petit edifici a la vora de la gran casa del comte de Centelles. L'arquitecte Josep Maria Pericas fou qui projectà el nou temple, que s'acabà l'any 1927.
L'església disposa d'un absis semicircular i un arc presideix l'arrencada de la nau. Als costats de la nau hi ha nínxols amb imatges, de factura moderna. El presbiteri té volta de mitja taronja, amb una imatge de l'Assumpta i el sagrari. A l'esquerra de la nau hi ha la imatge de Sant Sebastià, a la dreta la Mare de Déu de Montserrat. Té campanar modern, amb buits quadrats per contenir les campanes. Hi ha una campana del segle xvii. Té un pòrtic amb tres arcs de mig punt. La pila baptismal també és moderna.